# برادران سوپر ماریو ۳
برادران سوپر ماریو ۳ (به ژاپنی: スーパーマリオブラザーズ3 ,Sūpā Mario Burazāzu Surī) معروف به قارچ‌خور ۳ یک بازی ویدئویی در سبک سکوبازی و چهارمین قسمت از سری بازی‌های سوپر ماریو است که توسط شرکت نینتندو برای سیستم سرگرمی نینتندو منتشر شده است. این بازی برای اولین بار در ۲۳ اکتبر ۱۹۸۸ در ژاپن، ۱۲ فوریه ۱۹۹۰ در آمریکا و سپس ۲۳ اکتبر ۱۹۹۱ در اروپا منتشر شد.
شخصیت‌های قابل کنترل در این نسخه، ماریو و برادرش لوئیجی بودند که برای نجات پرنسس پیچ از دست حاکم هفت پادشاهی، باوزر و فرزندانش راهی مأموریتی شدند. برادران سوپر ماریو ۳ دارای عناصر متعددی شامل دشمنان جدید و برای اولین بار استفاده از نقشه بود که از طریق آن می‌توانست خود را بین مراحل مختلف انتقال دهد. این بازی از نگاه بسیاری از منتقدان، به عنوان یکی از بهترین بازی‌های ویدئویی تمام زمان شناخته می‌شود.

## روند بازی

تصویری از گیم‌پلی بازی برادران سوپر ماریو. ۳ که ماریو را در حال پوشیدن لباس راکون نشان می‌دهد

برادران سوپر ماریو .۳ یک بازی پلتفرمر دوبُعدی و حرکت‌جانبی است که در آن بازیکن کنترل شخصیت ماریو یا لوئیجی را بر عهده دارد. سبک بازی مشابه نسخه‌های پیشین مجموعهٔ سوپر ماریو—یعنی برادران سوپر ماریو، Super Mario Bros.: The Lost Levels و  برادران سوپر ماریو ۲—است، اما عناصر تازه‌ای نیز به آن افزوده شده‌اند. علاوه بر دویدن و پریدن، بازیکن می‌تواند از روی سراشیبی‌ها سُر بخورد، برخی اشیاء را بردارد و پرتاب کند، و از پیچک‌ها بالا برود. توانایی‌های تازه‌ای مانند «سوپر لیف» و «لباس تانوکی» نیز معرفی شده‌اند که به ماریو امکان پرواز و شناور ماندن در هوا را می‌دهند.
دنیای بازی از هشت قلمرو تشکیل شده که هرکدام شامل چندین مرحلهٔ جداگانه هستند. این دنیاها از نظر ظاهری گوناگون‌اند: دنیای اول سرسبز است، دنیای دوم بیابانی و دارای تپه‌های شنی و هرم، و در دنیای چهارم، دشمنان و موانع دو برابر اندازهٔ معمول هستند.
بازیکن در بازی با دو صفحهٔ اصلی سروکار دارد: نقشهٔ کلی قلمرو (Overworld) و مرحلهٔ خاص (Course). در نقشهٔ کلی، نمایی از بالا نشان داده می‌شود که مسیرهایی میان ورودی قلمرو و قلعهٔ آن وجود دارد. این مسیرها به پنل‌های اکشن، دژها و دیگر نمادهای نقشه متصل‌اند و امکان انتخاب مسیرهای گوناگون برای رسیدن به هدف را فراهم می‌کنند. هنگامی‌که بازیکن شخصیت خود را به یک پنل اکشن یا قلعه منتقل می‌کند، وارد مرحله‌ای خطی با دشمنان و موانع متعدد می‌شود. در این مراحل، بازیکن با دویدن، پریدن، پرواز کردن، شنا کردن و جاخالی دادن یا شکست دادن دشمنان پیش می‌رود.
بازیکن با تعداد مشخصی «جان» آغاز می‌کند و می‌تواند با جمع‌کردن سکه، یافتن قارچ‌های سبزرنگ 1-Up یا دیگر روش‌ها، جان‌های بیشتری به‌دست آورد. اگر ماریو در حالت کوچک آسیب ببیند، یا به گدازه، چاه بی‌پایان یا پایان زمان برسد، یک جان از دست می‌دهد. اگر همهٔ جان‌ها تمام شوند، بازی به‌پایان می‌رسد، اما بازیکن می‌تواند گزینهٔ «ادامه دادن» (Continue) را انتخاب کند و از ابتدای همان دنیا بازی را ادامه دهد. در این حالت، مراحل انجام‌شده در آن دنیا (شامل دژها و مراحل تانک و کشتی) باز باقی می‌مانند و دروازه‌های بازشده نیز همچنان باز خواهند بود. همچنین، آیتم‌های ذخیره‌شدهٔ بازیکن از بین نمی‌روند.
پیشروی در مراحل باعث دسترسی به نقاط جدید نقشه و دنیاهای بعدی می‌شود. هر دنیا دارای مرحله‌ای نهایی با یک غول (Boss) است. در هفت دنیای اول، این مراحل در کشتی‌های هوایی تحت کنترل یکی از اعضای خانوادهٔ کوپا (Koopalings) هستند و در دنیای هشتم، بازیکن در قلعهٔ Bowser با غول نهایی روبه‌رو می‌شود. در نقشه، نمادهایی مانند تخته‌سنگ‌های بزرگ و درهای قفل‌شده نیز وجود دارند که مانع پیشروی می‌شوند. مینی‌گیم‌ها و صفحات جایزه در نقشه به بازیکن امکان می‌دهند تا آیتم‌های ویژه و جان اضافه به‌دست آورد. این آیتم‌ها در موجودی بازیکن ذخیره می‌شوند و می‌توان آن‌ها را از طریق نقشه فعال کرد.
علاوه بر آیتم‌های پیشین مانند Super Mushroom، ستارهٔ بی‌نهایت (Super Star) و گل آتش (Fire Flower)، آیتم‌های جدیدی نیز معرفی شده‌اند. «سوپر لیف» و لباس تانوکی ظاهر را تغییر می‌دهند و توانایی پرواز موقت می‌دهند. لباس تانوکی همچنین امکان تبدیل شدن به مجسمهٔ ماریو را فراهم می‌کند که در این حالت، برای مدت کوتاهی از دید دشمنان پنهان می‌ماند. اگر بازیکن هنگام پرش به مجسمه تبدیل شود، با فرود سنگین خود دشمنان زیر پا را نابود می‌کند؛ این نخستین استفاده از حرکت «فرود کوبنده» (Ground Pound) در مجموعهٔ ماریو است. لباس «قورباغه» (Frog Suit) قابلیت شنای سریع و کنترل بهتر در زیر آب را فراهم می‌کند و پرش روی خشکی را نیز افزایش می‌دهد. لباس چکشی (Hammer Suit) نیز به ماریو ظاهر دشمن «هَمِر برادر» را می‌دهد و اجازه می‌دهد چکش پرتاب کند و در حالت خمیده از حملات آتشین در امان بماند.
برادران سوپر ماریو  ۳ دارای حالت دو نفره است که بازیکنان به‌نوبت در نقشه حرکت می‌کنند و مراحل را انجام می‌دهند. بازیکن اول نقش ماریو و بازیکن دوم نقش لوئیجی (با رنگ متفاوت) را دارد. در این حالت، مینی‌گیم‌هایی نیز قابل‌دسترسی‌اند، از جمله نسخه‌ای بازسازی‌شده از بازی برادران ماریو که در آن بازیکن می‌تواند کارت‌های بازیکن دیگر را بدزدد، ولی اگر در بازی ببازد، نوبت خود را نیز از دست می‌دهد.

## داستان و شخصیت‌ها
خط داستانی بازی برادران سوپر ماریو  ۳' در دفترچهٔ راهنمای بازی توضیح داده شده است. در دنیای قارچ، باوزر هفت فرزند خود یعنی کوپا لینگ‌ها را به هفت پادشاهی مختلف می‌فرستد تا با دزدیدن چوب‌دستی جادویی پادشاهان، آن‌ها را به حیوان تبدیل کنند و سلطه را به دست گیرند. پرنسس تاداستول پس از باخبر شدن از این ماجرا، ماریو و لوئیجی را روانهٔ این هفت پادشاهی می‌کند تا چوب‌دستی‌های دزدیده‌شده را بازگردانند و پادشاهان را به حالت اولیه‌شان بازگردانند.
پس از نجات هر یک از شش پادشاه اول، پرنسس تاداستول برای ماریو و لوئیجی یادداشت و آیتم‌های ویژه‌ای می‌فرستد. اما پس از نجات پادشاه هفتم، این‌بار یادداشتی از سوی باوزر دریافت می‌کنند که در آن فخر می‌فروشد که پرنسس را دزدیده و او را در قلعهٔ سرزمین خودش، «سرزمین تاریک» زندانی کرده است. این دو برادر به سرزمین تاریک سفر می‌کنند، وارد قلعه می‌شوند و با شکست دادن باوزر، پرنسس تاداستول را آزاد می‌سازند.
به گفتهٔ شیگرو میاموتو، بازی برادران سوپر ماریو  ۳' در اصل به‌عنوان یک نمایش صحنه‌ای طراحی شده است. صفحهٔ عنوان بازی شامل پردهٔ صحنه است که کنار می‌رود، و در نسخهٔ اصلی NES، اشیاء داخل بازی از پشت‌صحنه آویزان شده‌اند، به پس‌زمینه پیچ شده‌اند یا سایه‌هایی روی آسمان می‌اندازند. در پایان هر مرحله، ماریو از صحنه خارج می‌شود.